# Янсивилл
Янсивилл (англ. Yanceyville) — крупнейший город и административный центр (столица) округа Казуэлл в штате Северная Каролина в Соединённых Штатах Америки.
Согласно результатам переписи населения США, проведённой в 2020 году, число жителей города составляло 1937 человек, что, для такого небольшого населённого пункта, существенно меньше (− 5,0%), чем было во время предыдущей переписи прошедшей в 2010 году (2039 человек).

## История
Когда в 1791 году из округа Касуэлл был образован округ Персон, первоначальный административный центр округа, Лисбург, находился недалеко от восточной границы, разделяющей два округа. В законе об образовании округа были назначены комиссары для создания нового административного центра округа и здания суда недалеко от географического центра округа Касуэлл в его новых границах. Так в 1792 году было основано новое сообщество Касуэлл-Корт-Хаус позже получившее имя Янсивилл.
К 1810 году в деревне был всего один магазин, шляпная мастерская, две таверны и около пятнадцати домов. Вскоре после этого здесь начали открывать свои предприятия серебряных дел мастера, кузнецы, колесники, каретники и другие ремесленники. Кроме того, в этот район стали приезжать адвокаты, врачи, проповедники и политики, что способствовало его развитию.
В 1833 году поселение было инкорпорировано и включено в реестр штата, благодаря чему некорпоративное сообщество  официально получило статус города («Сity of» / «Town of»), а название было изменено на Янсивилл. Однако о его уставе, по-видимому, забыли, и его пришлось заново получать от Генеральной ассамблеи в 1877 году и ещё раз в 1885 году. Статус города был аннулирован в 1899 году, восстановлен в 1905 году и снова аннулирован в 1915 году. Янсивилл оставался неинкорпорированным до 1986 года, когда он был успешно реорганизован и вновь обрёл статус города.
Личность человека, чьим именем назван город стала предметом долгих исторических споров. Хотя преобладающая точка зрения приписывает эту честь конгрессмену США Бартлетту Янси (1785–1828), некоторые данные указывают на то, что оно может быть дано в честь его старшего брата, Джеймса Янси (1768–1829), законодателя, торговца, плантатора и педагога.
К 2020-м годам местная экономика, сохраняя свои сельскохозяйственные корни, продолжила диверсификацию, включив в неё производство, здравоохранение, образование, розничную торговлю и другие сферы услуг. Расположение Янсивилла, доступная коммерческая недвижимость, земля, подходящая для застройки, относительно низкая ставка налога на имущество и другие факторы способствовали росту бизнеса и предпринимательства.

## География
Город Янсивилл расположен практически в географическом центре округа Касуэлл на высоте около 188 метров над уровнем моря. 
В соответствии с данными указанными на сайте центрального статистического органа страны — Бюро переписи населения США, Янсивилл имеет общую площадь 6,96 квадратных мили (18,0 км), из которых 6,93 квадратных мили (17,9 км2) занимает суша и 0,03 квадратных мили (0,078 км2 или 0,43%) приходится на водную поверхность.

## Климат
Согласно данным представленным Национальной метеорологической службой США в этом регионе влажный субтропический климат, который, по шкале классификации климатов Кёппена, сокращённо обозначается на климатических картах аббревиатурой «Cfa», что, по большей части, является стандартным для штата Северная Каролина. Расположение округа в регионе Пидмонт обуславливает средние зимние температуры от 28,9 до 52,4 °F (от -1,7 до 11,3 °C), умеренные снегопады и мягкое или жаркое лето.
Округ иногда включают в известную «Аллею Каролины». Это обусловлено главным образом смешением холодного воздуха с Аппалачей с тёплым воздухом Пидмонта. По данным сайта USA.com, округ занимает 79-е место по риску появления торнадо из всех 100 округов Северной Каролины. Он также занимает 41-е место по риску землетрясений в штате. С 1950 по 2010 год произошло 28 торнадо категории F2/EF2 и выше; Из всех 28 ураганов четыре имели рейтинг F3/EF3. С 1950 по 2010 год было зарегистрировано 12 795 случаев, связанных с экстремальными погодными явлениями (град, грозы/шквальные ветры и наводнения).
Янсивилл находится в зоне относительно низкой вероятности ураганов. С 1930 года в этом районе произошло тридцать пять ураганов. Самым крупным был ураган в День труда 1935 года, а последним — тропический шторм «Ана» в 2015 году. С 1950 по 2010 год было зарегистрировано 13 тропических ураганов, обрушившихся на этот район. Одна из причин, по которой август и сентябрь являются одними из самых дождливых месяцев, — это обильный приток осадков, вызванный ежегодным сезоном ураганов.
Самые мягкие месяцы года для Янсивилла и региона — май, сентябрь и октябрь. В городе семь месяцев (с апреля по октябрь) со средней максимальной температурой от 21,4 до 32,1 °C. В 2018 году самым жарким месяцем был июль со средней максимальной температурой 31,7 °C. Январь обычно самый холодный месяц в городе. Самые влажные месяцы — июнь, июль и август.